# فلای‌ایزی
فلای‌ایزی (به انگلیسی: FlyEasy) یک شرکت هواپیمایی با کد یاتا YZ است. قطب فلای‌ایزی در فرودگاه بین‌المللی بنگالورو قرار دارد.